# 전두환·노태우 전 대통령 구속 사건
전두환·노태우 전 대통령 구속 사건(한국 한자: 全·盧－前職大統領法的審判)은 1995년 말 12·12 군사 반란 및 5·17 내란 혐의, 그리고 불법적인 비자금 조성 등의 혐의로 전두환 · 노태우 두 전직 대통령을 처벌한 사건이다.

## 배경과 개요
1993년 문민정부가 출범한 이후 쿠데타로 집권한 전두환·노태우 씨 관련자에 대한 고소·고발 운동이 일어났다. 1993년 5월 김영삼 대통령은 '5.13 특별담화'에서 '12.12 사태'에 대해서는 '쿠데타적 하극상'이라고 규정했으며 '문민정부는 5.18 연장선에 있는 민주정부'라는 표현을 사용, 5.18 민주화운동을 재평가했다. 하지만 전두환·노태우 씨에 대한 평가는 역사에 맡기자면서 처벌할 수 없다는 입장을 밝혔다. 1993년 7월 19일, 12.12 당시 신군부 세력에 의해 지휘권을 강탈당했던 정승화 당시 육군참모총장과 장태완 수경사령관 등 22명은 전두환·노태우 등 34명을 군 형법상의 반란 및 내란 목적 살인 혐의로 검찰에 고소했다. 1994년 5월 13일 5.18 사건의 피해자 3백 22명이 전두환·노태우 등 5.18 관련 책임자 35명을 내란 및 내란 목적 살인 혐의로 서울지검에 고소했다.
1994년 10월 29일 검찰은 '12.12는 명백한 군사반란 행위였다. 그러나 불필요한 국력 소모를 부를 우려가 있다'라는 이유로 12.12 사건을 기소유예 처분했다. 1995년 7월 18일 검찰은 5.18 사건 수사 결과를 발표했다. 수사 과정 신군부가 5.18 광주민주화운동을 강경 진압하는 과정에서 무고한 양민이 사살됐고 비상계엄 확대·정치인 체포와 연금·정치 활동 금지·국보위 설치와 운영 등은 전두환의 정권 장악 의도에 따라 최규하 대통령의 사전 지시없이 기획·입안해 추진됐음을 밝혀냈다. 하지만 "성공한 쿠데타(내란)를 처벌할 수 없다"는 논리로 수사 내용과 관계 없이 반란죄 및 내란죄 등의 여부를 판단하지 않았고 관련자들을 불기소처분했다. 이는 정치권, 학계, 시민사회로부터 거센 비판을 받았다. 같은 해 10월 19일 박계동 민주당 의원의 노태우 비자금 폭로로 인해 노태우가 구속됐다. 노태우 비자금 사건 폭로 이후 김영삼 대통령은 11월 24일 5.18 특별법 제정을 수용할 것을 시사하는 성명을 발표했다.
검찰의 불기소 처분에 대한 헌법 소원 3건이 헌법재판소에 제기되었는데, 1995년 11월 27일 헌법재판소는 5.18 내란 사건 불기소처분에 대한 헌법소원 사건에 대한 평의회를 열고, 검찰의 '공소권 없음'은 부당하다고 밝혔다. 1995년 12월 15일 헌법재판소는 결정 이유에서 성공한 쿠데타도 형사 처벌될 수 있음을 밝혔다. 1995년 11월 말 신군부 인사의 새로운 혐의가 드러나자, 검찰은 12.12 및 5.18 , 비자금 사건에 대한 재수사에 나섰다. 12월 3일 검찰은 사전 수속 영장을 발부받아 집행해 전두환을 안양교도소에 수감했다.
1995년 12월 21일 국회에서 5·18 특별법이 제정되어 전두환·노태우 씨 임기 동안 실질적으로 12.12 사건, 5.18 사건 소추가 불가능했다는 점을 확인하기 위해 공소시효 정지 규정을 두었다. 1996년 1월 23일 검찰은 전두환 노태우 등의 관련자들을 5.18 사건에서의 내란죄, 내란목적살인죄의 혐의로 구속 기소했다. 같은 해 2월 2일부터 28일까지 검찰은 12.12 사건, 전두환씨 비자금 사건, 노태우씨 비자금 사건 등의 관련자들을 기소했다.
5.18 사건에서 전두환, 노태우의 내란죄, 내란목적살인죄의 공소시효는 기소 시점에 약간 남아있었고 내란죄, 내란목적살인죄를 제외한 나머지 혐의는 대통령의 재직중에는 공소시효의 진행이 정지되었다. 1996년 1월23일 검찰은 "공소시효 문제와 관련해서는 5.18특별법과는 전혀 무관하다"며 "5.18관련 내란의 경우 특별법을 적용하지 않더라도 시효가 남아있다고 판단했다"고 발표했다.
1심 법원은 12·12 군사 반란 및 5·17 내란 및 5·18 광주 민주화 운동 유혈진압 혐의에 대해 전두환을 내란 및 반란의 수괴로 판시, 사형 판결을 내렸다. 2심에서는 전두환에 관한 형은 무기징역으로 감했다. 그리고 대법원은 두 전 대통령 및 다른 피의자들이 "반란수괴·반란모의참여·반란중요임무종사·불법진퇴·지휘관계엄지역수소이탈·상관살해·상관살해미수·초병살해·내란수괴·내란모의참여·내란중요임무종사·내란목적살인·특정범죄가중처벌등에관한법률위반(뇌물)"과 같은 범죄를 저지른 것으로 판결, 확정했다. 이로 인해 〈전직대통령예우에관한법률〉에 의거해 전두환, 노태우는 기본적인 경호 이외의 전직 대통령에 대한 예우를 박탈당했다.

## 주요 구속자
| 인물   | (12·12)  | (12·12)      | (12·12)          | (12·12)  | (12·12)                | (12·12)  | (12·12)      | (12·12)  | (5·18)      | (5·18)       | (5·18)           | (5·18)       | (비자금 및 뇌물) | (비자금 및 뇌물) | (비자금 및 뇌물) | (비자금 및 뇌물) | (비자금 및 뇌물) | (비자금 및 뇌물) | (비자금 및 뇌물) | 신병구속일       | 1심 판결                          | 항소심 판결                   | 상고심 판결        | 주요 경력             |
| 인물   | 군형법   | 군형법       | 군형법           | 군형법   | 군형법                 | 군형법   | 군형법       | 군형법   | 형법 내란죄 | 형법 내란죄  | 형법 내란죄      | 형법 내란죄  | 특가법           | 특가법           | 특경법           | 특경법           | 형법             | 형법             | 형법             | 신병구속일       | 1심 판결                          | 항소심 판결                   | 상고심 판결        | 주요 경력             |
| 인물   | 반란수괴 | 반란모의참여 | 반란중요임무종사 | 불법진퇴 | 지휘관계엄지역수소이탈 | 상관살해 | 상관살해미수 | 초병살해 | 내란수괴    | 내란모의참여 | 내란중요임무종사 | 내란목적살인 | 뇌물수수         | 뇌물방조         | 저축관련부당행위 | 알선수재         | 제3자뇌물취득    | 뇌물공여         | 업무방해         | 신병구속일       | 1심 판결                          | 항소심 판결                   | 상고심 판결        | 주요 경력             |
| ------ | -------- | ------------ | ---------------- | -------- | ---------------------- | -------- | ------------ | -------- | ----------- | ------------ | ---------------- | ------------ | ---------------- | ---------------- | ---------------- | ---------------- | ---------------- | ---------------- | ---------------- | ---------------- | --------------------------------- | ----------------------------- | ------------------ | --------------------- |
| 전두환 | ○        |              |                  | ○        | ○                      |          |              | ○        | ○           |              |                  | ○            | ○                |                  |                  |                  |                  |                  |                  | 1995년 12월 3일  | 사형 추징금 2,295.50억원          | 무기징역 추징금 2,205.00억원  | 상고 기각 2심 확정 | 제11·12대 대통령      |
| 노태우 |          |              | ○                | ○        | ○                      |          |              | ○        |             |              | ○                |              | ○                |                  |                  |                  |                  |                  |                  | 1995년 11월 16일 | 징역 22년 6월 추징금 2,388.96억원 | 징역 17년 추징금 2,628.96억원 | 상고 기각 2심 확정 | 제13대 대통령         |
| 황영시 |          |              | ○                |          |                        |          |              |          |             |              | ○                |              |                  |                  |                  |                  |                  |                  |                  |                  | 징역 10년                         | 징역 8년                      | 상고 기각 2심 확정 | 감사원장              |
| 허화평 |          | ○            | ○                |          |                        |          |              |          |             |              | ○                |              |                  |                  |                  |                  |                  |                  |                  |                  | 징역 10년                         | 징역 8년                      | 상고 기각 2심 확정 | 대통령비서실 정무수석 |
| 이학봉 |          |              | ○                |          |                        |          |              |          |             |              | ○                |              |                  |                  |                  |                  |                  |                  |                  |                  | 징역 10년                         | 징역 8년                      | 상고 기각 2심 확정 | 안기부 제2차장        |
| 정호용 |          |              |                  |          |                        |          |              |          |             |              | ○                |              |                  | ○                |                  |                  |                  |                  |                  |                  | 징역 10년                         | 징역 7년                      | 상고 기각 2심 확정 | 국방장관              |
| 최세창 |          |              | ○                |          |                        |          |              |          |             |              |                  |              |                  |                  |                  |                  |                  |                  |                  |                  | 징역 8년                          | 징역 5년                      | 상고 기각 2심 확정 | 합동참모의장          |
| 허삼수 |          | ○            | ○                |          |                        |          |              |          |             |              | ○                |              |                  |                  |                  |                  |                  |                  |                  |                  | 징역 8년                          | 징역 6년                      | 상고 기각 2심 확정 | 대통령비서실 사정수석 |
| 이희성 |          |              |                  |          |                        |          |              |          |             |              | ○                | ○            |                  |                  |                  |                  |                  |                  |                  |                  | 징역 8년                          | 징역 7년                      | 상고 기각 2심 확정 | 육군참모총장          |
| 차규헌 |          | ○            | ○                |          |                        |          |              |          |             | ○            |                  |              |                  |                  |                  |                  |                  |                  |                  |                  | 징역 7년                          | 징역 3년 6월                  | 상고 기각 2심 확정 | 교통장관              |
| 장세동 |          |              | ○                |          |                        |          |              |          |             |              |                  |              |                  |                  |                  |                  |                  |                  |                  |                  | 징역 7년                          | 징역 3년 6월                  | 상고 기각 2심 확정 | 경호실장, 안기부장    |
| 주영복 |          |              |                  |          |                        |          |              |          |             |              | ○                | ○            |                  |                  |                  |                  |                  |                  |                  |                  | 징역 7년                          | 징역 7년                      | 상고 기각 2심 확정 | 내무장관              |
| 박종규 |          |              | ○                |          |                        |          |              |          |             |              |                  |              |                  |                  |                  |                  |                  |                  |                  |                  | 징역 4년                          | 징역 3년 6월                  | 상고 기각 2심 확정 | 제56보병사단장        |
| 신윤희 |          |              | ○                |          |                        |          |              |          |             |              |                  |              |                  |                  |                  |                  |                  |                  |                  |                  | 징역 4년                          | 징역 3년 6개월                | 상고 기각 2심 확정 | 헌병감                |
| 박준병 |          |              |                  |          |                        |          |              |          |             |              |                  |              |                  |                  |                  |                  |                  |                  |                  |                  | 무죄                              | 무죄                          | 상고 기각 2심 확정 | 보안사령관            |
| 유학성 |          | ○            | ○                |          |                        |          |              |          |             | ○            |                  |              |                  |                  |                  |                  |                  |                  |                  |                  | 징역 8년                          | 징역 6년                      | 공소기각           | 안기부장              |
| 이현우 |          |              |                  |          |                        |          |              |          |             |              |                  |              | ○                | ○                |                  | ○                |                  |                  |                  |                  | 징역 7년 추징금 6.10억원          | 징역 4년 추징금 6.10억원      | 상고 기각 2심 확정 | 경호실장, 안기부장    |
| 이원조 |          |              |                  |          |                        |          |              |          |             |              |                  |              |                  | ○                |                  |                  |                  |                  |                  |                  | 징역 3년                          | 징역 2년 6월                  | 상고 기각 2심 확정 | 은행감독원장          |
| 금진호 |          |              |                  |          |                        |          |              |          |             |              |                  |              |                  | ○                | ○                |                  |                  |                  |                  |                  | 징역 3년                          | 징역 2년 6월 집행유예 4년     | 상고 기각 2심 확정 | 상공장관              |
| 최원석 |          |              |                  |          |                        |          |              |          |             |              |                  |              |                  |                  |                  |                  |                  | ○                |                  |                  | 징역 2년 6월                      | 징역 2년 6월 집행유예 4년     | 상고 기각 2심 확정 | 동아그룹 총수         |
| 김우중 |          |              |                  |          |                        |          |              |          |             |              |                  |              |                  |                  |                  |                  |                  | ○                |                  |                  | 징역 2년                          | 징역 2년 집행유예 3년         | 상고 기각 2심 확정 | 대우그룹 총수         |
| 장진호 |          |              |                  |          |                        |          |              |          |             |              |                  |              |                  |                  |                  |                  |                  | ○                |                  |                  | 징역 2년                          | 징역 2년 집행유예 3년         | 상고 기각 2심 확정 | 진로그룹 총수         |
| 정태수 |          |              |                  |          |                        |          |              |          |             |              |                  |              |                  |                  | ○                |                  |                  | ○                |                  |                  | 징역 2년                          | 무죄                          | 상고 기각 2심 확정 | 한보그룹 총수         |
| 이경훈 |          |              |                  |          |                        |          |              |          |             |              |                  |              |                  |                  | ○                |                  |                  |                  |                  |                  | 징역 10월 집행유예 2년            | 무죄                          | 상고 기각 2심 확정 | 대우그룹 부회장       |
| 김종인 |          |              |                  |          |                        |          |              |          |             |              |                  |              |                  | ○                |                  |                  |                  |                  |                  |                  | 징역 2년 6월 집행유예 4년         | 항소 취하 1심 확정            |                    | 대통령비서실 경제수석 |
| 이건희 |          |              |                  |          |                        |          |              |          |             |              |                  |              |                  |                  |                  |                  |                  | ○                |                  |                  | 징역 2년 집행유예 3년             | 항소 취하 1심 확정            | 삼성그룹 총수      |                       |
| 이준용 |          |              |                  |          |                        |          |              |          |             |              |                  |              |                  |                  |                  |                  |                  | ○                |                  |                  | 징역 1년 6월 집행유예 3년         | 항소 취하 1심 확정            | 대림그룹 총수      |                       |
| 김준기 |          |              |                  |          |                        |          |              |          |             |              |                  |              |                  |                  |                  |                  |                  | ○                |                  |                  | 징역 1년 6월 집행유예 2년         | 항소 취하 1심 확정            | 동부그룹 총수      |                       |
| 이건   |          |              |                  |          |                        |          |              |          |             |              |                  |              |                  |                  |                  |                  |                  | ○                |                  |                  | 징역 1년 6월 집행유예 3년         | 항소 취하 1심 확정            | 대호건설 회장      |                       |
| 이태진 |          |              |                  |          |                        |          |              |          |             |              |                  |              |                  |                  | ○                |                  |                  |                  |                  |                  | 징역 1년 집행유예 2년             | 항소 취하 1심 확정            | 경호실 경리과장    |                       |

## 심판 이후

### 대선후보들의 사면 공약
제15대 대선에서 김대중 이회창 이인제 3후보 모두 전두환 노태우의 사면 복권을 공약으로 내세워 논란을 빚었다.
1997년 4월 6일, 전두환 노태우의 사면에 "이회창 신한국당 대표가 국민대화합이 필요하다는 측면에서 전두환 노태우의 사면에 대해 찬성입장을 밝힐 예정"이라는 보도가 나오고 김윤환 신한국당 고문도 "김영삼대통령에게 전두환 노태우의 사면을 건의하였다"는 보도가 나옴으로써 집권당인 신한국당 내부에서는 전두환 노태우의 형 집행이 확정되기도 전에 전두환 노태우의 사면에 대한 논의가 오가기 시작했다.

1997년 4월 17일 전두환 노태우에 대한 형 집행이 확정되자 집권당인 신한국당 내부에서 본격적으로 전두환 노태우의 사면에 대해 논의되기 시작했다. 당시 신한국당의 김윤환 고문과 대구경북쪽 인사들을 비롯한 구 여권 출신 대선주자들은 종전부터 사면에 찬성하는 쪽에 섰다. 김윤환 고문은 "부정축재 한 거 환수하고, 여러 가지 한다면은 죄는 주지만은 벌은 안 주었으면 하는 그런 심정이다."라고 하면서 전두환 노태우의 처벌에 봐주기식 관용을 베풀어야 한다는 발언으로 당내에서 전두환 노태우의 사면 복권에 대해 찬성하는 방향으로 당내 분위기를 주도해나갔다.

7월 22일에는 법무부가 전두환 노태우의 사면에 대해 실무검토를 마쳤고 광복절 무렵에 사면될수 있다는 뉴스까지 나오며 전두환 노태우의 사면에 대해 "언제든지 사면시킬 수 있다"고 "준비되었다"는 법무부의 입장을 보도했는데, 결국 전두환 노태우의 사면은 언제든지 대통령과 정부의 명령만 있으면 대선 이전에 준비가 완료되었던 셈이다. 법무부는 대통령 특별 사면의 경우 법적으로 논란의 소지가 있는 추징금 문제를 집중 검토했다. 노태우 씨의 경우는 추징금에 해당하는 재산을 대부분 보전 처분해 상관이 없지마는, 전두환 씨는 추징금 2,295억원의 10% 정도만 확보되어 있고 전두환의 경우 재산 추적에 진전이 없어, 나머지 2천억 원에 대해서는 집행 불능 결정을 내리고 이를 사면에 포함시킬 수 있는 것으로 결론을 내렸다. 법무부는 사면에 대한 긍정적인 여론이 아직 성숙되지 않았다는 판단에 따라 수감자의 건강이 나쁘거나 기타 중대한 사유가 있을 때 적용하는 형집행 정지도 검토했다. 그러나 형 집행 정지는 명분이 약하고 언제든지 재수감 될 수 있어 전, 노씨 두 사람이 거부할 가능성이 큰 것으로 법무부는 보고 있다.
가석방은 형기의 1/3분을 마쳤을 때만 가능해 당초부터검토 대상에서 제외되었다. 결국 전,노 씨를 풀어주는 길은 특별 사면밖에 없지만 전적으로 대통령의 의중에 달려 있는 문제이기 때문에 법무부는 매우 조심스런 입장을 취하고 있다"고 보도함으로써 이미 전두환 노태우에 대한 사면 준비는 대선이전에 완료되었고 김영삼과 정부의 말 한마디면 곧바로 사면될 수 있었던 형국이었다.
이런 집권당에서의 사면 논의에 대해 1997년 8월 31일, 97년 대선을 앞두고 당시 김대중 새정치국민회의 대통령 후보는 간담회에서 "김영삼 대통령 임기중에 전두환 노태우를 사면하여 동서화합의 길이 열리도록 하겠다"는 의견을 밝혔다. 그는 이어 "그들(전두환 노태우)이 잘못을 반성하지 않는다고 우리도 똑같이 대응할 수는 없다"고 밝혔다. 그리고 다음날인 9월 1일 SBS 대통령 후보와 함께라는 프로그램에서 김대중 총재는 전두환 노태우에 대한 용서론을 강조했다. 이렇게 김대중후보가 전두환 노태우 사면을 내세우자 경향신문은 "화해의 정치인'부각 영남 끌어 안기6共(공)세력들도 포용 색깔론 차단 효과까지 ‘용서’광주여론도 한몫 국민회의 김대중(金大中(김대중))총재가 정치권의「뜨거운 감자"라는 내용의 기사를 실었다. 그리고 10월 23일, 새정치국민회의 박정수 부총재는 국회 본회의 연설에서 "김영삼대통령이 전두환 노태우를 사면하는 것이 바람직하고 김대중후보가 당선되면 대대적인 사면이 단행될 것"이라고 밝혔다. 이날 김대중 후보를 대신해 대표 연설에 나선 새정치국민회의 박정수 부총재는 집권 정치 보복을 절대 하지 않겠다는 김대중후보의 약속을 거듭 강조하고 아무런 전제 조건을 달지 않은 채 전두환·노태우 前 대통령에 대한 사면을 촉구했다.
그에 대응하여 9월 1일 신한국당 대선후보인 이회창은 보수세력의 연합과 국민적인 지지를 얻고 김대중 후보의 전두환 노태우 사면론을 무력화시키기 위해 김영삼대통령에게 전두환 노태우 두 전직 대통령을 추석 전에 사면해 줘야 된다고 요구한다. 당시 김영삼 대통령은 이회창의 전두환 노태우 두 전직대통령 조기석방에 대해 "국민적인 공감대가 형성돼야 된다"며 이회창의 요구를 들어주지 않았다. 당시 정치권이 경쟁적으로 앞다투어 전두환 노태우 사면을 공약으로 내세우자 사회 각계에서도 개탄의 분위기가 쏱아졌다. 당시 김영삼대통령은 9월 12일, 당초 전두환 사면에 대해 "국민적인 공감대가 형성돼야 한다"며 이회창의 요구를 들어주지 않았으나 다시 말을 바꿔 대선 전에 사면을 할 것이라며 입장을 선회한다. 이렇게 이회창이 전두환 사면을 공약으로 내세우자 감옥에 있는 전두환이 이회창에게 "고맙다"며 "우리 때문에 정치적 어려움을 겪는 것은 아니냐" 화답할 만큼 매우 기뻐했던 것으로 밝혀졌다. 그에 대해 이회창 후보도 전두환의 화답에 "고생 많으시다. 추석때 나오시기를 바랬는데 그렇게 되지 않아 아쉽다"고 전두환측에게 화답한 것으로 밝혀졌다. 당시 한겨레에서는 이회창 신한국당 대표가 "추석전 전두환 노태우 두분의 석방을 바랬는데 그렇게 되지 않아 아쉽게 됐다"고 전두환 측근들에게 화답하였다고 보도했다. 그리고 이회창은 9월 24일, cbs와 경실련과의 간담회에서 전두환 노태우 사면에 대해 "전직 대통령이 구금상태에 있는 것은 바람직하지 않고 대통합 차원에서 석방해 정상적인 생활을 영위토록 하는 것이 바람직하다"며 전두환 노태우 사면론에 적극적으로 찬성한다. 이는 곧 경쟁자인 김대중의 전두환 노태우 사면론을 무력화하기 위한 것이었다.
이회창과 김대중이 전두환 노태우의 사면 복권 공약을 내세운 것에 대해 이인제도 경쟁적으로 전두환과 노태우를 사면 복권한다는 공약을 내세웠다
 결국 이렇게 1997년 대선에서 이회창 김대중 이인제 3후보 모두가 전두환 노태우의 사면 복권을 경쟁적으로 대선 공약으로 내걸었던 것이다.

### 반응

#### 공약 이후
1996년 12월 19일, MBC와 한국갤럽이 발표한 전두환 감형에 대한 여론조사결과는 뜻밖이었다. 전국의 성인남녀 551명을 전화 여론 조사한 결과 전두환 씨 감형에 대해 적절했다는 대답이 44%, 부적절하다는 대답이 47.9%로 찬반이 엇갈렸다.
전 씨가 6.29 선언을 주도했다는 주장이 사실일 경우 감형이 잘한 일인가에 대해서는 32.9%만이 잘한 일이라고 답해 6.29가 감형요인이라고는 보지 않는 경향이 우세했다.
노태우 씨의 감형에 대해서는 32.8%만이 적절하다고 답했고, 부적절하다는 답변은 57.4%로 당시 노 씨에 대한 국민정서가 전 씨에 비해 더 비판적이었다.
또 6.29를 내란종료 시점으로 규정한 재판부의 판단에 대해서는 긍정적인 시각이 56.4%로 우세했다. 전·노 두 사람이 김영삼 대통령 임기 안에 사면될 것이라는 전망은 42.2%, 그렇지 않을 것이라는 답변은 40.5%로 엇비슷했다.
1997년 4월 6일 이회창 후보가 전두환, 노태우의 사면을 찬성한 이후, 4월 28일 광주사회조사연구소가 제주도를 제외한 전국 20세 이상 60세 미만 1천4백39명을 대상으로 실시한 여론조사에서 사면 가능성에 대해 물어본 결과, '사면될 것'이 53.9%로 절반을 넘었으며 '사면은 안되나 형량이 줄 것'이 27.9%, '사면도 안되고 형량도 줄지 않을 것'이라는 응답은 11.8%로 나왔다. 5월 23일에는 김종필 자민련 총재가 동아일보와 한 인터뷰에서, 사면 공약에 대해 그는 "대법원 판결이 나오자마자 사면 운운하는데 왜 그렇게 성질이 급한지 모르겠다"는 입장을 밝혔다. 이어 8월 31일 김대중 후보가 사면을 찬성한 이후, 9월 2일 한겨레신문이 전국 성인남녀 500명을 대상으로 실시한 여론조사에서 정치권의 '조건 없는 사면' 주장에 대해 73.8%가 '바람직하지 않다'고 응답했으며 '바람직하다'는 응답은 21.3%였다. 또한 9월 20일 경향신문이 추석 연휴 직후 제주도를 제외한 전국 20세 이상 유권자 1,000명을 대상으로 한 여론조사에서는 대선 이전에 사면해야 한다는 주장에 대해 반대가 63.3%, 찬성이 34.9%로 여전히 반대가 높게 나타났다.

#### 사면 이후 후보들의 입장
12월 18일 대선에서 이회창은 김대중후보에게 39만표차로 떨어져 낙선하고, 전두환과 노태우는 김대중이 대통령에 당선된 다음날인 1997년 12월 20일, 김영삼대통령과 김대중대통령 당선자와의 협의로 사면 복권되었다. 당시의 전두환 노태우 사면은 김영삼대통령의 제안에 김대중대통령 당선자가 이것을 수용하는 형식으로 이뤄졌는데 김대중당선자는 12월 21일, 일산자택에서 "이제는 국민 통합이 중요하다"며 전두환 노태우 사면을 지지했다. 이런 사면에 대해 낙선한 이회창후보 측근도 "이회창쪽에서도 추석전 조기사면을 요구한 만큼 김대중당선자도 사면을 주장했으니 당연한조치"라고 평했고 낙선한 이인제후보쪽에서도 전두환 노태우 사면에 대해 "이제는 국민대화합의 계기가 되어야 하고 매우 잘된 일"이라고 평가했다.

#### 언론
12월 21일, 김대중당선자가 김영삼대통령과 협의에 의해 전두환 노태우를 사면한 것에 대해 뉴욕타임스지는 김대중 당선자가 전두환 노태우의 사면에 동의한 것은 자신의 쓰라린 과거를 묻어둘 의사가 있음을 시사한 것이라고 평가했고 미국의 ABC방송은 김대중 당선자가 40년간에 걸친 고난의 정치역정을 용서로써 마무리 짓는 의미가 있다고 평가했다. ABC방송은 이어 김 당선자의 용서는 경제회생이라는 어려운 임무를 떠안게 된 새 지도자로서 정치적인 지지를 확보하기 위한 것이라고 논평했다. 워싱턴포스트 신문은 김 당선자의 이번 조치가 국가 화합과 지역감정 해소, 그리고 경제위기 극복에 큰 도움이 될 것이라고 보도했다. 뉴욕타임스는 " IMF 경제위기를 극복하기 위한 정치적 화합책의 하나로 김대중(金大中(김대중))대통령당선자는 두 명의 전임 독재자들에 대한 사면에 동의했다. 김영삼대통령 측 대변인은 김대중당선자가 전두환 노태우 사면에 대해 동의했다고 밝혔으나 김대중 당선자측은 전두환 노태우 사면에 대해 우리가 그들(김영삼, 이회창 신한국당 대선후보, 전두환, 노태우)의 제안을 받아들인 것 뿐"이라고 밝혀 사면에 대한 둘의 미묘한 신경전을 보도했다. 당시 사면에 대해 1997년 12월 22일자 동아일보에서도 "전두환 노태우의 사면은 유력 대통령후보들이 모두 대화합을 명분으로 사면을 공약으로 내세움으로써 대선 후 사면은 기정사실화되어 있었다"라고 보도했다.
1997년 12월 22일, 새정치국민회의 정동영대변인은 전두환 노태우 두 전직 대통령의 석방에 대해서 "국민화합의 차원에서 국민들도 이해하고 용서할 것으로 본다"는 논평을 발표했다.
12월 23일, 동아일보에서 정동영 대변인은 전두환 노태우의 진심어린 반성을 전제로 "국민이 용서와 화합의 차원에서 전노 사면을 이해해주리라 믿는다"는 국민회의의 입장을 발표했다.

## 같이 보기
- 5·18민주화운동 등에 관한 특별법
- 대한민국 형법상 범죄 목록
- 12.12 군사 반란
- 5.18 민주화운동
- 5.17 내란

## 참고 자료
- 이 문서에는 다음커뮤니케이션(현 카카오)에서 GFDL 또는 CC-SA 라이선스로 배포한 글로벌 세계대백과사전의 내용을 기초로 작성된 글이 포함되어 있습니다.